# Кук, Бенджамин (композитор)
Бенджамин Кук (англ. Benjamin Cooke; 1734, Лондон —14 сентября 1793, Большой Лондон, Великобритания) — английский композитор, органист, музыкальный педагог. Доктор музыки.

## Биография
Сын лондонского музыкального издателя.
Обучался в Тринити-колледж и Кембриджском университете.
С детства пел в концертах Академии старинной музыки под руководством Иоганна Кристофа Пепуша, который курировал образование мальчика.
Дважды получил докторскую степень по музыке в Оксфордском и Кембриджском университетах.
С 1760 г. — член Королевского музыкального общества Великобритании.
На протяжении более тридцати лет служил органистом и генеральмузикдиректором Вестминстерского аббатства, а также играл на органе в Сент-Мартин-ин-зе-Филдс, самой знаменитой приходской церкви Лондона.
Умер от сердечного приступа и был похоронен в Вестминстерском аббатстве.

## Творчество
Автор многих церковных музыкальных произведений, органной музыки и популярной вокальной музыки в жанре гли («In the Merry Month of May», «Deh! Dove?», «How Sleep the Brave», «Hark! the Lark», «In vino veritas» и др.).
Часть своих композиций сочинил под влиянием Генделя («Рождественская ода»).